# Faststone Image Viewer
FastStone Image Viewer is een programma voor Microsoft Windows om afbeeldingen te bekijken en te beheren. Het wordt vanaf versie 6.6 gratis verstrekt voor persoonlijk en onderwijskundig gebruik. Het programma bevat ook basisgereedschappen voor beeldbewerking.

## Kenmerken
- Relatief snelle HQ afbeeldingskijker miniatuur
- Ondersteuning van meerdere beeldschermen
- Aangepaste volgorde, via slepen en neerzetten, en automatische hernummering
- Batchproces inclusief hernoemen en aanpassen
- Kleurruimte beheer (gedeeltelijk, het laat het kleurprofiel van de monitor buiten beschouwing)
- Vergrootglas
- Portable software om zonder installatie maar met alle instellingen te gebruiken, typisch op een USB-stick
- Voorvertoning van kwaliteitsverlies bij opslag in gecomprimeerde bestandsindelingen (zoals JPEG).
- Bij volledig scherm krijgt u: een beeldoverzicht, gedetailleerde beeldinformatie, bewerkingsopties, of programmaopties bij muisbewegingen.

Andere eigenschappen:
- Ondersteunt alle belangrijke beeldbestandsindelingen (BMP formaat, JPEG, JPEG 2000, animated GIF, PNG, PCX, TIFF, WMF, ICO en TGA, met speciale aandacht voor RAW-formaten van populaire digitale camera's.
- Toont Exchangeable image file format (Exif) camera-informatie
- Miniatuur cache en database
- Basis beeldbewerking: grootte, bijsnijden, kleurcorrectie, rode ogen
- Geavanceerde beeldbewerkings: klonen, curven, niveaus en vervagen
- Verliesvrije JPEG-rotaties
- Beeldvergelijking naast elkaar
- Inlezen van geheugenkaart
- Diavoorstelling, met muziek en overgangseffecten
- Afbeeldingen via e-mail versturen

## Versie
FastStone Image Viewer werd voor het eerst uitgebracht in 2004 door FastStone Soft. Sindsdien zijn er regelmatig stabiele versies uitgebracht.
Vanaf versie 3.1 is er een meertalige versie, die ook Nederlands ondersteunt.
Dit Windows-programma wordt in drie vormen geleverd: als een normaal-installatieprogramma, een zip-bestand hiervan, of als zip-bestand van de volledig portable versie.
Volgens FastStone Soft gebruiken versie 2.7 en ouder afbeeldingen waarvoor geen licentie verkregen werd. Daardoor vraagt FastStone Soft het gebruik van deze versies stop te zetten.

## Problemen
- Vanaf versie 4.2, worden animaties (bijv. animated GIFs) niet ondersteund. Ze kunnen dus alleen op een schaal van 100% worden getoond, dit geldt ook voor miniaturen.
- Het programma kan - zeker de eerste keer - traag starten omdat de miniatuur-database wordt opgebouwd.
- De portable versie verliest soms - willekeurig - zijn instellingen. Bij herstarten van het programma is het probleem meestal opgelost.